# يرسينيا طاعونية
اليرسينية الطاعونية (الاسم العلمي: Yersinia pestis) (المعروفة سابقًا باسم الاستوريلا الطاعونية) (الاسم العلمي: Pasteurella pestis) ويسمى أيضًا طاعون الانديز حيث ينتشر في جبال الأنديز بأمريكا الجنوبية. و هي بكتيريا عصوية سالبة الجرام وغير متحركة، ولا تحتوي على جراثيم مرتبطة بكل من مرض اليرسينية السلية الكاذبة واليرسينية القولونية. وهي عبارة عن كائن حي لا هوائي اختياري يمكن أن يصيب البشر عن طريق برغوث الجرذ الشرقي (Xenopsylla cheopis). يسبب مرض الطاعون، الذي تسبب في أول جائحة الطاعون والموت الأسود، وهو الوباء الأكثر فتكًا في التاريخ المسجل. يأخذ الطاعون ثلاثة أشكال رئيسية: الالتهاب الرئوي وتسمم الدم والنمط الدبلي.
اكتشفت اليرسينية الطاعونية في عام 1894 من قبل ألكسندر يرسين، وهو طبيب سويسري/فرنسي وعالم جراثيم من معهد باستير، أثناء وباء الطاعون في هونغ كونغ. كان يرسين عضوًا في مدرسة باستور الفكرية. كان كيتاساتو شيباسابورو، عالم الجراثيم الياباني الذي مارس منهجية كوخ منخرطًا أيضًا في ذلك الوقت في العثور على العامل المسبب للطاعون. ومع ذلك، ربط يرسين الطاعون بالعصية، التي سميت في البداية بالاستوريلا الطاعونية. غير اسمها إلى اليرسينية الطاعونية في عام 1944.
ما زال يبلغ عن آلاف حالات الطاعون كل عام إلى منظمة الصحة العالمية. مع العلاج المناسب بالمضادات الحيوية، يكون تشخيص المصابين أفضل بكثير مما كان عليه قبل تطوير المضادات الحيوية. حدثت زيادة في الحالات من خمسة إلى ستة أضعاف في آسيا خلال فترة حرب فيتنام، ربما بسبب اضطراب النظم البيئية والتقارب الوثيق بين الناس والحيوانات. ينتشر الطاعون الآن بشكل شائع في أفريقيا جنوب الصحراء ومدغشقر، وهما منطقتان تمثلان الآن أكثر من 95% من الحالات المبلغ عنها. للطاعون أيضًا تأثير ضار على الثدييات غير البشرية؛ في الولايات المتحدة، تشمل كلاب البراري ذات الذيل الأسود والنمس الأسود القدمين المهددة بالانقراض.

## الخصائص العامة
اليرسينية الطاعونية هي بكتيريا غير متحركة، بكتريا لاهوائية اختيارية مع تلوين ثنائي تحت المجهر (ما يعطيها مظهر دبوس المشبك) التي تنتج طبقة لزجة مضادة للبلعمة. على غرار أنواع اليرسينيات الأخرى، فإن اختباراته سلبية بالنسبة إلى اليورياز، وتخمير اللاكتوز، والإندول. أقرب الجراثيم لها هو الممرض المعدي المعوي اليرسينية السلية الكاذبة، والأكثر بعدًا اليرسينية القولونية.

### الجينوم
يتوفر تسلسل جينوم كامل لاثنين من الأنواع الفرعية الثلاثة من اليرسينية الطاعونية: سلالة KIM (من بيوفار اليرسينية الطاعونية في العصور الوسطى)، وسلالة CO92 (من بيوفار اليرسينية الطاعونية الشرقية) حصل عليها من عزل إكلينيكي في الولايات المتحدة. في عام 2006 انتهي من تسلسل الجينوم لسلالة من الكائنات الحية الدقيقة. على غرار السلالات المسببة للأمراض الأخرى، توجد علامات لفقدان الطفرات الوظيفية. يبلغ طول كروموسوم السلالة KIM 4600755 زوجًا قاعديًا؛ يبلغ طول كروموسوم سلالة CO92 4,653,728 زوجًا قاعديًا. مثل اليرسينية السلية الكاذبة واليرسينية القولونية، تستضيف اليرسينية الطاعونية البلازميد pCD1. كما أنها تستضيف نوعين آخرين من البلازميدات، pPCP1 (وتسمى أيضًا pPla أو pPst) وpMT1 (وتسمى أيضًا pFra) التي لا تحملها أنواع اليرسينيات الأخرى. أكواد pFra لـ الفوسفوليباز D المهم لقدرة اليرسينية الطاعونية على الانتقال عن طريق البراغيث. رموز pPla للبروتياز، وPla، الذي ينشط البلازمين في المضيف البشري وهو عامل ضراوة مهم جدًا للطاعون الرئوي. تعمل هذه البلازميدات معًا وجزيرة مسببة للأمراض تسمى HPI، على ترميز العديد من البروتينات التي تسبب التسبب في المرض الذي تشتهر به بكتيريا اليرسينية الطاعونية. من بين أمور أخرى، عوامل الفوعة هذه مطلوبة للالتصاق البكتيري وحقن البروتينات في الخلية المضيفة، وغزو البكتيريا في الخلية المضيفة (عبر نظام إفراز من النوع الثالث)، واكتساب وربط الحديد المأخوذ من خلايا الدم الحمراء (بواسطة حامض الحديد). يُعتقد أن اليرسينية الطاعونية تنحدر من اليرسينية السلية الكاذبة، ويختلف فقط في وجود بلازميدات شدة معينة.
أجري تحليل بروتيني شامل ومقارن لسلالة اليرسينية الطاعونية KIM في عام 2006. ركز التحليل على الانتقال إلى حالة نمو تحاكي النمو في الخلايا المضيفة.

### RNA الصغير غير المشفر
حددت العديد من الأحماض النووية الريبية البكتيرية الصغيرة غير المشفرة للقيام بوظائف تنظيمية. يمكن للبعض تنظيم جينات الفوعة. حددت نحو 63 سلسلة RNA مفترضة جديدة من خلال التسلسل العميق لليرسينية الطاعونية sRNA-ome. من بينها يرسينية (موجود أيضًا في اليرسينية السلية الكاذبة واليرسينية القولونية (141 RNA صغير لليرسينية). أثبت أن 141 RNA صغير ينظم تخليق نظام إفراز النوع الثالث (T3SS) بروتين المستجيب YopJ Yop-Ysc T3SS وهو عنصر حاسم في شدة أنواع اليرسينيات. جرى التعرف على العديد من أنواع الحمض النووي الريبي الجديد من اليرسينية الطاعونية التي نمت في المختبر وفي رئة الفئران المصابة، ما يشير إلى أنها تلعب دورًا في فسيولوجيا البكتيريا أو التسبب في المرض. من بينها، من المتوقع أن يقترن sR035 بمنطقة SD وموقع بدء النسخ لمنظم حساس للحرارة ymoA، ومن المتوقع أن يقترن sR084 مع منظم امتصاص الحديد.